# Johann Dietrich Kuhlmann
Johann Dietrich Kuhlmann (* um 1775; † 1846) war ein deutscher Orgelbauer. Als Schwiegersohn und Nachfolger von Johann Stephan Heeren wirkte er in Gottsbüren.

## Leben und Werk
Kuhlmann lernte als Mitarbeiter den Familienbetrieb von Johann Stephan Heeren kennen. Gemeinsam mit ihm schuf er um 1800 die Orgel in Adelebsen. Nach dem Tod von Heerens Schwiegersohn Johann Friedrich Euler im Jahr 1795 heiratete Kuhlmann Heerens Tochter Anna Elisabeth. Heerens Sohn Johann Christoph arbeitete in den letzten Lebensjahren des Vaters in der Werkstatt mit und übernahm zusammen mit Kuhlmann 1804 die Werkstatt. Infolgedessen nannte sich das Unternehmen nun „Heeren et Kuhlmann“. Als Heerens Enkel Balthasar Conrad Euler um 1815 in den Betrieb einstieg, wurde er in „Euler und Kuhlmann“ umbenannt. Sein Sohn Georg Carl Kuhlmann wurde ebenfalls Orgelbauer und ist in Westfalen mit einigen Orgelneubauten nachweisbar. Johann Dietrich Kuhlmann wirkte vorwiegend in der Orgellandschaft Südniedersachsen. Der Familienbetrieb wurde 1910 nach Hofgeismar verlegt und bestand bis weit ins 20. Jahrhundert fort. Er gilt als das älteste Orgelbau-Unternehmen in Deutschland.

## Werkliste
| Jahr      | Ort                | Kirche                | Bild | Manuale | Register | Bemerkungen |
| --------- | ------------------ | --------------------- | ---- | ------- | -------- | --- |
| um 1800   | Adelebsen          | St. Martini           |      | I/P     | 13       | Zusammen mit Johann Stephan Heeren |
| 1813      | Vernawahlshausen   | St.-Margarethenkirche |      | I/P     | 12       | Neubau oder Umbau unter Verwendung älterer Gehäuseteile |
| 1816–1817 | Göttingen          | Ev.-ref. Kirche       |      | II/P    | 15       | ursprünglich für Stöckheim (Northeim) gebaut; 1860 durch Giesecke nach Göttingen überführt und umdisponiert; 1913/14 neues Innenwerk durch Furtwängler & Hammer mit zusätzlichem Brustwerk; 1969/70 neues Pfeifenwerk durch Ott; oberer Teil des Prospekts und ein Register von 1817 erhalten       |
| 1818–1819 | Zennern            | Michaeliskirche       |      | I/P     | 12       | zusammen mit Euler; fünf Register und Gehäuse erhalten |
| vor 1820  | Hemeln             | Ev.-luth. Kirche      |      | II/P    | 15       | zusammen mit Euler, zum großen Teil erhalten |
| um 1820   | Herlinghausen      | Ev. Kirche            |      | I/P     | 10       | Kuhlmann und Euler werden als Erbauer vermutet, sind aber nicht eindeutig belegt. |
| 1823      | Uchte              | Dorfkirche Uchte      |      | II/P    | 16       | zusammen mit Euler; Prospekt und einige Pfeifen erhalten |
| 1824      | Bühren             | St. Michaelis-Kirche  |      |         |          | vollständig erhalten |
| 1824      | Erbsen (Adelebsen) | St. Vitus             |      | I/P     | 12       | erhalten |
| 1825      | Barterode          | St. Pankratii         |      | I/P     | 15       | zusammen mit Euler |
| 1829      | Scheden            | St.-Markus-Kirche     |      | I/P     | 15       | 1829 Neubau unter Verwendung älteren Materials (Teile des Tragwerks und wenige Register), 1860 Umbau durch Giesecke und 1899 durch Furtwängler & Hammer, 1937 Rückführung auf barocke Konzeption durch Ott und Erweiterung der einmanualigen Orgel um ein Rückpositiv (II/P/22), 2011 Restaurierung |
| 1840      | Bad Fredeburg      | St.-Georgkirche       |      | II/P    |          | 1932 ohne Veränderungen in neue Kirche versetzt; 1943 durch Anton Feith eingreifend umgebaut (35 Register); 15 Register von Kuhlmann erhalten |
| 1844      | Hohenwepel         | St. Margaretha        |      |         |          | 1927 durch Neubau von Anton Feith ersetzt |